# Аргонавты западной части Тихого океана
«Аргонавты западной части Тихого океана» — одна из основных работ выдающегося этнографа Бронислава Малиновского, вышедшая в 1922 году и написанная по результатам полевых исследований на территории Новой Гвинеи и Тробриановых островах.

## Введение. Предмет, метод и сфера этого исследования
В этом вступлении Б. Малиновский объясняет важные задачи, поставленные им при изучении народов Новой Гвинеи и островов Тробриан. Ещё только появившись на южном побережье этнограф, столкнулся с непониманием между ним и аборигенами. Он пишет: 
Я отлично помню мои первые посещения деревень в первые недели по прибытии; я помню это ощущение безнадежности и уныния, которое охватывало меня после многих отчаянных, но бесплодных усилий установить реальный контакт с туземцами или раздобыть какой-то материал. У меня были периоды меланхолии, когда я погружался в чтение романов, словно человек, который погружается в пьянство в припадке тропической депрессии и скуки
В ходе изучения этнограф приходит к выводу, что для достижения успеха в полевой работе («магии этнографа») нужно следовать определённым принципам: ставить перед собой подлинно научные цели и знать те ценности и критерии, которыми руководствуется современная этнография; должен создать для себя хорошие условия, то есть держаться подальше от белых людей и жить как можно ближе к туземцам; руководствоваться специальными методами при исследовании материала, их рассмотрения и фиксации.
Этими специальными методами для Б. Малиновского являются:
- Адекватные условия для этнографической работы — отказ исследователя от общения с цивилизацией, с целью полного погружения в изучаемый этнос[3].
- Создание чёткой и точной схемы общественной организации, а также отделение закономерностей и упорядоченности культурных явлений от всего случайного и несущественного.
- Этнограф должен опираться на знания, но не допускать предвзятости, если он видит, что его идея не работает, он должен отказаться от неё, иначе «его труд будет не иметь никакой ценности»[4].

Отдельно выделены цели этнографического исследования:
- Организация племени и анатомия его культуры должны быть представлены со всей определённостью и ясностью, а метод конкретного статического документирования является тем средством, которым это должно быть достигнуто[5]. Так называемый «скелет» у Б. Малиновского.
- Наполнение этой структуры племени и его культуры случайными факторами, не поддающимися учёту и определению, из действительной жизни и типов поведения. «Плоть»
- Собрание этнографических высказываний, характерных повествований, типичных выражений, фольклорных элементов и магических формул. «Дух»[6]

## Институт Кула
Основная тема работы посвящена явлению кула — особой форме обмена между племенами, распространённой на островах Тробиан и Новой Гвинеи. По одному и тому же маршруту перемещаются всего два вида товаров — соулава — длинные ожерелья из красных раковин и мвали — из белых раковин, оба этих товара распространяются в противоположные стороны (у Б. Малиновского по часовой и противоположной). Каждое движение товаров, церемония обмена и т. д. строго фиксированы. При этом в сделке кула участвует ограниченное количество людей, а сам товар никогда не задерживается в одних руках — «один раз в кула, навсегда в кула».
Важную особенность, которую выделяет Б. Малиновский, составляет то, что сами по себе раковины ценности не представляли — то были слишком велики, то малы для ношения. Но вокруг них вырос огромный институт со своей магией, мифами и традициями.
Именно исследованием этого феномена и занимается учёный в своей работе.

## Содержание
Введение. Предмет, метод и сфера этого исследования
- Глава 1. Страна и обитатели региона кула
- Глава 2. Туземцы Тробрианских островов
- Глава 3. Сущность кула
- Глава 4. Лодки и плавание
- Глава 5. Обрядовое строительство вага
- Глава 6. Спуск лодки на воду и церемониальные визиты. Племенное хозяйство на Тробрианских островах
- Глава 7. Отправление в заморскую экспедицию
- Глава 8. Первая стоянка флота на Мува
- Глава 9. Плавание через морской рукав Пилолу
- Глава 10. Рассказ о крушении лодки
- Глава 11. На островах Амфлетт. Социология кула
- Глава 12. На Тевара и Санароа. Мифология кула
- Глава 13. На берегу Сарубвойна
- Глава 14. Кула на Добу. Способы обмена
- Глава 15. На пути к дому. Ловля и обработка раковин калома
- Глава 16. Ответный визит добуанцев в Синакета
- Глава 17. Магия и кула
- Глава 18. Сила слов в магии. Некоторые лингвистические данные
- Глава 19. Обмен кула в границах одного острова
- Глава 20. Экспедиции между Киривина и Китава
- Глава 21. Прочие пути и ответвления кула
- Глава 22. Значение кула